# 18661 Зокколі
18661 Зокколі (18661 Zoccoli) — астероїд головного поясу, відкритий 20 березня 1998 року.
Тіссеранів параметр щодо Юпітера — 3,460.